# Phước Tỉnh
Phước Tỉnh is een xã in het district Long Điền, een van de districten in de Vietnamese provincie Bà Rịa-Vũng Tàu. Phước Tỉnh is een badplaats aan de Zuid-Chinese Zee.